# Мирен
Мирен (словен. Miren; итал. Merna) — поселение в муниципалитете Мирэн-Костанъевица в Прибрежном регионе Словении в непосредственной близости от границы с Италией. На юге возвышается холм, известный как Миренский замок (словен. Mirenski grad).

## Топоним
Упоминание посёлка как нем. Merinach an der Wippach встречается в письменных источниках в 1494 году и в 1523 году как Japinitz oder Merina. Возможно, название произошло от словосочетания (например, *мирэн град — обнесённый стеной замок), сохранив лишь прилагательное *мирэн — стена (< *myrьnъ). В таком случае, название связано с возвышающимся над посёлком замком. Менее правдоподобной является теория происхождения названия посёлка от названия местной церкви Святой Марии (*Marijin).

## Церковь
Приходская церковь Святого Георгия в посёлке принадлежит епархии Копер. Она построена между 1827 и 1828 годами.

## Известные уроженцы
Известные люди, которые родились или жили в Мирене:
- Леопольд Кемперле (1886—1950) — журналист
- Оскар Когой (р. 1942) — промышленный дизайнер
- Вера Лестайн (1908—1943) — поэт,
- Кристоф Споллад (1777—1858) — священник
- Марко Вука (1947—2004) — историк искусств
- Станко Вук (1912—1944) — поэт, писатель